# Tamás Faragó
Tamás Faragó (* 5. srpna 1952 Budapešť) je bývalý maďarský hráč vodního póla. Soutěžil ve všech hlavních mezinárodních turnajích mezi lety 1970 a 1980 a získal tři medaile na letních olympijských hrách a pět na světových a evropských šampionátech. V polovině 80. let hrál za německé kluby. Po skončení aktivní kariéry se stal trenérem vodního póla a vedl maďarské juniorské a ženské národní týmy. V roce 1993 byl zařazen do Mezinárodní plavecké síně slávy a v roce 2005 byl zvolen maďarským trenérem roku.